# Moema
Moema este un oraș în Minas Gerais (MG), Brazilia.